# Mali
Mali és un estat de l'Àfrica Occidental que limita amb Mauritània i Algèria al nord, amb el Níger a l'est, amb Burkina Faso, Costa d'Ivori i Guinea al sud i amb el Senegal i Mauritània a l'oest. El punt més elevat és el Mont Hombori (1.155 m) situat a la part central del país. És un estat sense litoral de l'Àfrica Occidental i és el setè país més extens d'Àfrica, la seva grandària és d'1.240.000 km² i la seva població és d'uns 14,5 milions d'habitants (2009). La seva capital és Bamako.
Constituïda per vuit regions, Mali té les seves fronteres del nord en el centre del Sàhara, mentre que la regió meridional, on viu la major part dels seus habitants, està propera als rius del Níger i el Senegal. L'estructura econòmica del país se centra en l'agricultura i la pesca. Malgrat que alguns dels seus recursos naturals són l'or, l'urani i la sal, és considerat un dels països més pobres del món.
L'actual territori de Mali va ser seu dels tres imperis de l'Àfrica Occidental que controlaven el comerç transsaharià: l'Imperi de Ghana, l'Imperi de Mali (del que Mali pren el seu nom) i l'Imperi Songhai. Al 1880 va caure sota el control de França i va passar a formar part de la colònia del Sudan francès. El 1959 va aconseguir la seva independència juntament amb el Senegal, convertint-se així en la Federació de Mali, la qual es desintegraria un any després. Després d'un temps en el qual només existia un partit polític, un cop d'estat el 1991 va portar a la redacció d'una nova constitució i a l'establiment de Mali com una nació democràtica amb un sistema pluripartidista. Al voltant de la meitat de la població viu sota el llindar de la pobresa internacional, establert en 1,25 dòlars per dia.

## Història

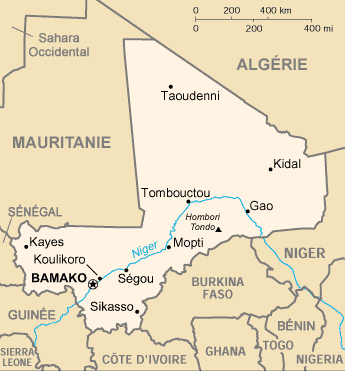
Mapa de Mali

Mali té una història rica i relativament ben coneguda. Quatre imperis se succeïren: l'imperi de Ghana, l'imperi de Mali, l'imperi Songhai i l'imperi peul de Macina.
A partir de la invasió dels francesos el 1880, Mali va esdevenir una colònia (el Sudan francès). El 4 d'abril de 1959 es va crear la Federació de Mali amb el Senegal (independent al juny de 1960), però que fou dissolta l'any següent i la república de Mali fou proclamada per Modibo Keita el 22 de setembre de 1960.
El 1968 el govern de Modibo Keita va ser víctima d'un cop d'estat dirigit per un grup d'oficials encapçalats per Moussa Traoré, que va instaurar una dictadura que es mantingué fins al 1991. Aquest règim fou enderrocat pel general Amadou Toumani Touré, qui després d'un període de transició restaurà la democràcia amb un govern provisional que es va establir per organitzar la transició. La nova constitució va ser aprovada per referèndum el 14 de febrer del 1992. Alpha Oumar Konaré és el vencedor de les primeres eleccions lliures des de la independència.
Al febrer de 1993 Moussa Traoré és condemnat a mort, serà alliberat d'aquesta condemna el 1997. Aquest mateix any Konaré serà reelegit a les eleccions del maig del 1997. El maig del 2002, el general Amadou Toumani Touré, candidat de l'oposició, és triat a la segona volta president de la república.
Recentment, el govern de Mali, a causa d'afrontar diverses rebel·lions dels tuaregs producte de la repressió i la marginalitat en què aquests han estat obligats a viure, es va produir una gran rebel·lió entre 1990 i 1995, però el 1994 amb els acords de pau el govern va assolir integrar a les seves tropes a 1.500 rebels i altres 4.860 van tornar a la vida civil. Malgrat això, els acords no van ser respectats i una nova rebel·lió es va produir entre el 2007 i el 2009 que va costar 20.000 vides al Níger i a Mali.

### Cop d'estat d'agost del 2020
El dimarts 18 d'agost del 2020 el president Ibrahim Boubacar Keita i Boubou Cisse, el primer ministre del país foren detinguts per militars rebels que rebien el suport de manifestants que feia mesos que demanaven la seva dimissió. Van ser presos al palau presidencial i van ser portats a Kati, a 15 quilòmetres de Bamako. Moussa Faki Mahamat, president de la comissió de la Unió Africana i Emmanuel Macron, president francès, han criticat aquest cop d'estat i han demanat que es tornin a posar al poder als membres del govern deposats pels rebels militars. Entre el 10 i 15 de juiol del mateix del 2020 hi va haver al Mali greus disturbis sagnants després d'una manifestació convocada pel Moviment del 5 de juny. Ja al 21 de març del 2012 hi havia hagut una rebel·lió de militars al campament de Kati degut a que el govern que hi havia en aquell moment no havia pogut frenar als rebels tuaregs ni l'arribada al país de jihadistes. Aquest anterior cop d'estat va significar la caiguda de l'ex-president Toumani Touré i que el nord del país fos ocupat per grups islamistes armats durant nou mesos fins que van ser expulsats per una intervenció armada internacional capitanejada per França el gener del 2013.

## Govern i política

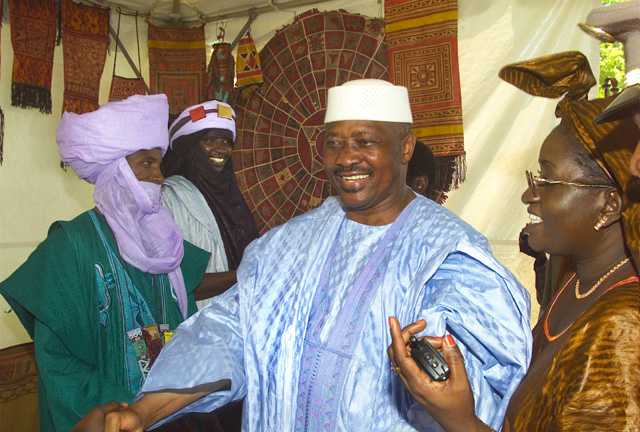
Amadou Toumani Touré, expresident de Mali.

Mali és una democràcia constitucional governada per la constitució del 12 de gener de 1992, que va ser revisada el 1999. La constitució estableix una divisió de poders entre el Poder executiu, el Poder legislatiu i el Poder judicial. El sistema de govern pot ser descrit com semipresidencialista.
El poder executiu és representat pel president, qui regeix per un mandat de cinc anys i està limitat a dues legislatures. El president exerceix també de cap d'Estat i comandant en cap de les forces armades. El primer ministre, designat pel president, exerceix el paper de cap de govern i nomena al seu torn als integrants del Consell de Ministres. L'Assemblea Nacional unicameral és l'únic cos legislatiu de Mali i està integrat per 160 diputats triats per a un mandat de 5 anys. Després de les eleccions de 2007, l'Aliança per la Democràcia i Progrés va aconseguir 113 dels 160 escons de l'assemblea. L'assemblea celebra dues sessions regulars cada any durant les quals es debaten i voten les legislacions presentades per un membre de la cambra o pel govern.
La constitució de Mali estableix la independència judicial, però el poder executiu exerceix influència sobre el poder judicial en virtut de la seva facultat de designar jutges i supervisar tant les funcions judicials com l'aplicació de lleis. Els tribunals de major jerarquia són la Cort Suprema, que té competències judicials i administratives, i un Tribunal Constitucional independent que proporciona control jurisdiccional dels actes legislatius i serveix com a àrbitre electoral. Existeixen diversos tribunals menors, encara que els caps dels llogarets i els ancians s'encarreguen de resoldre els conflictes locals en els llogarets.

### Relacions exteriors i forces armades

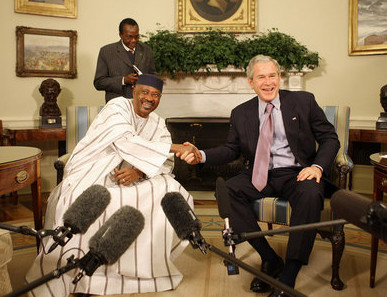
L'expresident de Mali Amadou Toumani Touré amb l'expresident nord-americà George W. Bush.

Després de la independència assolida el 1960, Mali va seguir el camí del socialisme i va estar alineada ideològicament amb el bloc comunista, però amb el pas del temps, la seva política de relacions exteriors ha passat a ser cada vegada més pragmàtica i pro-occidental. Des de l'establiment d'una forma democràtica de govern l'any 2002, les relacions amb l'oest en general i amb els Estats Units en particular, han millorat significativament. El país té una llarga relació amb França, expotència colonial, però és ambivalent.
Participa activament en organitzacions regionals com la Unió Africana. Una de les principals metes de la política de relacions exteriors de Mali és treballar per controlar i resoldre conflictes regionals en països com Costa d'Ivori, Libèria i Sierra Leone. La població se sent amenaçada pel potencial de propagació de conflictes en els estats limítrofs i les seves relacions amb aquests són sovint reticents. La inseguretat general respecte a les fronteres del nord, incloent el bandolerisme i el terrorisme transfronterer, és un tema preocupant en les relacions regionals.
Les seves forces armades estan constituïdes per les forces terrestres i la força aèria, així com la Gendarmeria paramilitar i la Guàrdia republicana, tots aquests sota el control del Ministeri de Defensa i Veterans, comandat per un civil. Els militars estan mal pagats, pobrament equipats i sotmesos a un règim de racionament.
L'organització de l'exèrcit va ser modificada amb la incorporació de forces irregulars tuaregs en l'exèrcit seguint un acord signat el 1992 entre el govern i les forces rebels tuaregs. Els militars no van influir en la política nacional des de la transició democràtica de 1992. Però cal tenir en compte que l'expresident, Amadou Toumani Touré, era un ex general de l'exèrcit i, segons sembla, gaudia de suport militar generalitzat. Durant l'informe anual de drets humans realitzat el 2003, el Departament d'Estat dels EUA va qualificar el control civil de les forces de seguretat com a eficaç, però va prendre nota d'alguns "casos en els quals els elements de seguretat van actuar sense permís de l'autoritat governamental".
No obstant això, el 22 de març de 2012 les forces militars de Mali van donar un nou cop d'estat, van dissoldre les institucions i van assumir el control del país al·legant una falta de fermesa del govern per combatre la insurrecció tuareg al país des de gener de 2012. Cheick Modibo Diarra, Primer Ministre transitori de Mali, va ser arrestat pels soldats que van participar en el cop d'estat del passat mes de març, liderat pel militar Amadou Sanogo. Després de la seva detenció, Modibo Diarra va presentar la seva dimissió i la de tot el seu equip de govern.

## Organització territorial

Regions de Mali.

Mali està dividit en deu regions administratives i un districte. Aquestes divisions porten el nom de la ciutat principal de cada zona. Les cinc regions del nord, Gao, Kidal, Ménaka, Tombuctú, Taoudénit representen dos terços de la superfície del país, amb només el 10% de la seva població. El sud del país està dividit a les regions de Kayes, Kulikoró, Mopti, Segú, Sikasso i el districte de Bamako. Cada regió té un governador, i al seu torn, les deu regions es subdivideixen en 56 cercles i 703 comunes.
La divisió territorial heretada de la colonització es va reformar i descentralitzar per transferir les competències a les col·lectivitats administratives amb la finalitat que els interessos locals siguin gestionats el més a prop possible de la població, amb una consulta popular que ha permès la creació de comunes, les quals reuneixen diversos pobles i fraccions de territori seguint criteris ben definits.
El govern de Mali va crear una direcció nacional de les col·lectivitats territorials en el si del Ministeri de l'Administració Territorial i de la Col·lectivitats Locals (MATCL). Aquesta institució està encarregada del seguiment i engegada de la descentralització i el reforç de les capacitats col·lectives territorials, així com dels dispositius de suport tècnic i de suport financer.

## Geografia

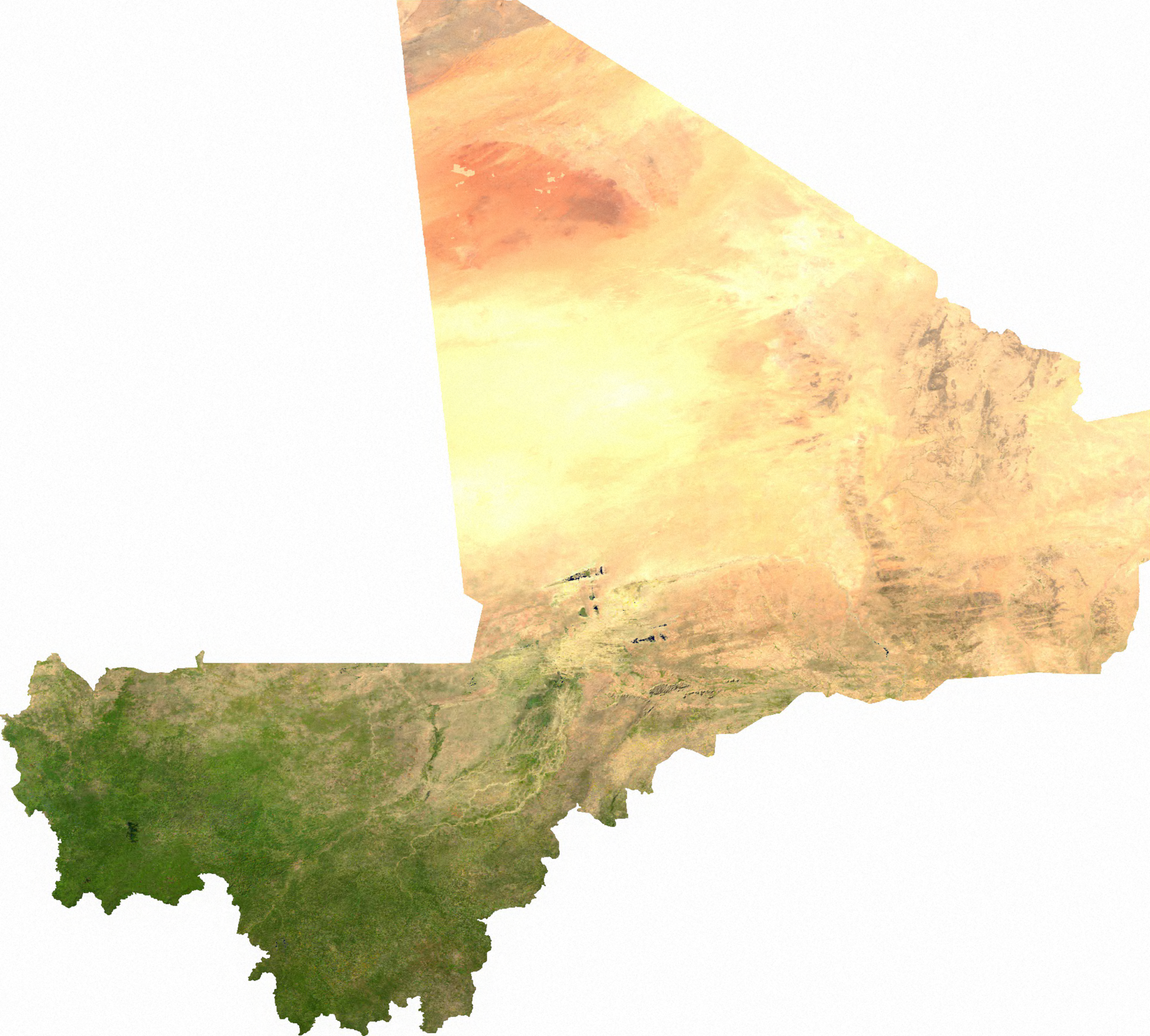
Imatge de satèl·lit de Mali.

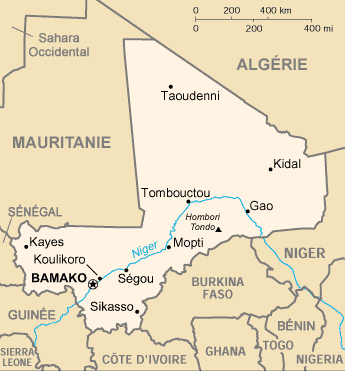
Mapa de Mali.

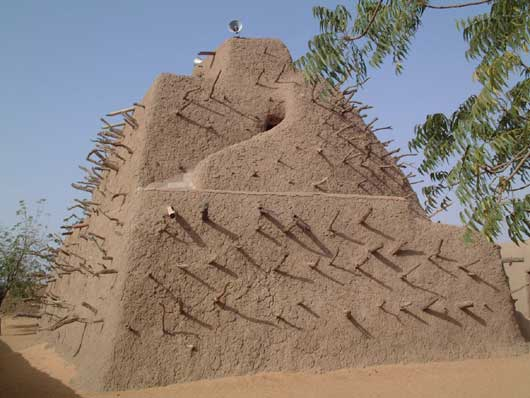
Tomba dels Askia.

Mali és un estat sense litoral situat a l'Àfrica Occidental, al sud-oest d'Algèria. Amb una superfície d'1.240.000 quilòmetres quadrats, es troba en el lloc número 24 de la llista de països per superfície, i la seva grandària és similar al de Sud-àfrica i Angola. La major part del país forma part del sud del Sàhara, per la qual cosa és calorós i, comunament, es formen les tempestes de sorra durant les estacions seques. El país s'estén al sud-oest a través del Sahel fins a la sabana sudanesa. El territori de Mali és en la seva majoria pla, encara que a vegades aquesta planúria és interrompuda per pujols rocosos. L'Adrar dels Iforas es troba en el nord-est, i els relleus més importants són els Monts de Hombori -que sobrepassen els 1.000 metres d'altitud- al sud-est i els Monts Bambouk i Manding, al sud-oest.
Els recursos naturals d'aquest país són considerables, i l'or, l'urani, els fosfats, el caolí, la sal i la pedra calcària són els més explotats. Mali ha de fer front a problemes mediambientals com la desertificació, la desforestació, l'erosió del sòl, i l'aigua contaminada.

### Clima i medi ambient
El clima del país varia de subtropical en el sud a àrid en el nord. La major part del país pateix d'insignificants precipitacions, per la qual cosa les sequeres són freqüents. Des de final de juny a principi de desembre és la temporada plujosa. Durant aquest lapse de temps les inundacions del riu Níger són comunes.
Els principals biomes presents a Mali són el desert, al nord, i la sabana, al sud. Segons WWF, les principals ecoregions de Mali són, de nord a sud:
- Desert del Sàhara
- Estepa i sabana arbrada del Sàhara meridional
- Sabana d'acàcies del Sahel
- Sabana sudanesa occidental

A més, estan presents la muntanya xeròfila del Sàhara occidental a les muntanyes del nord (Adrar dels Iforas), i la sabana inundada del delta interior del Níger-Bani en la confluència d'aquests dos rius, en el centre del país. En el nord, la flora i fauna de Mali, és distintiva del clima desèrtic: plantes xeròfiles, petits arbusts, rèptils i alguns insectes. Més al sud, gràcies a la influència del riu Níger, la flora i fauna típica de les sabanes predomina amb plantes com les acàcies i la sericura. A més, en aquesta zona es troba una major diversitat d'animals, des d'aus i petits mamífers, fins a animals com els elefants.

## Economia

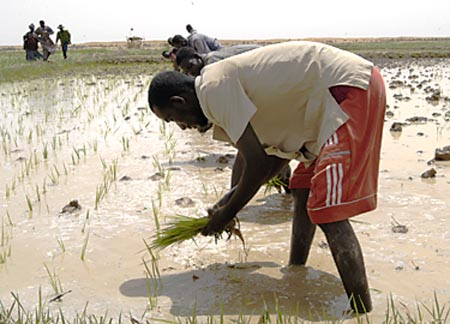
Conreu d'arròs a Mali.

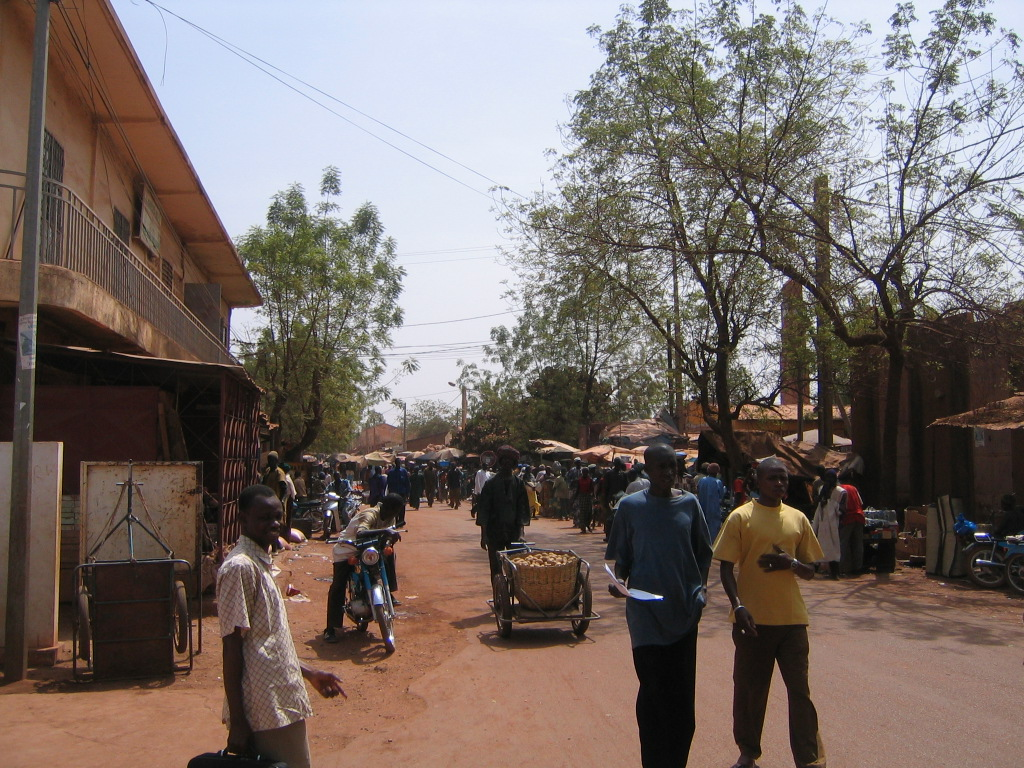
Mercat a Kati.

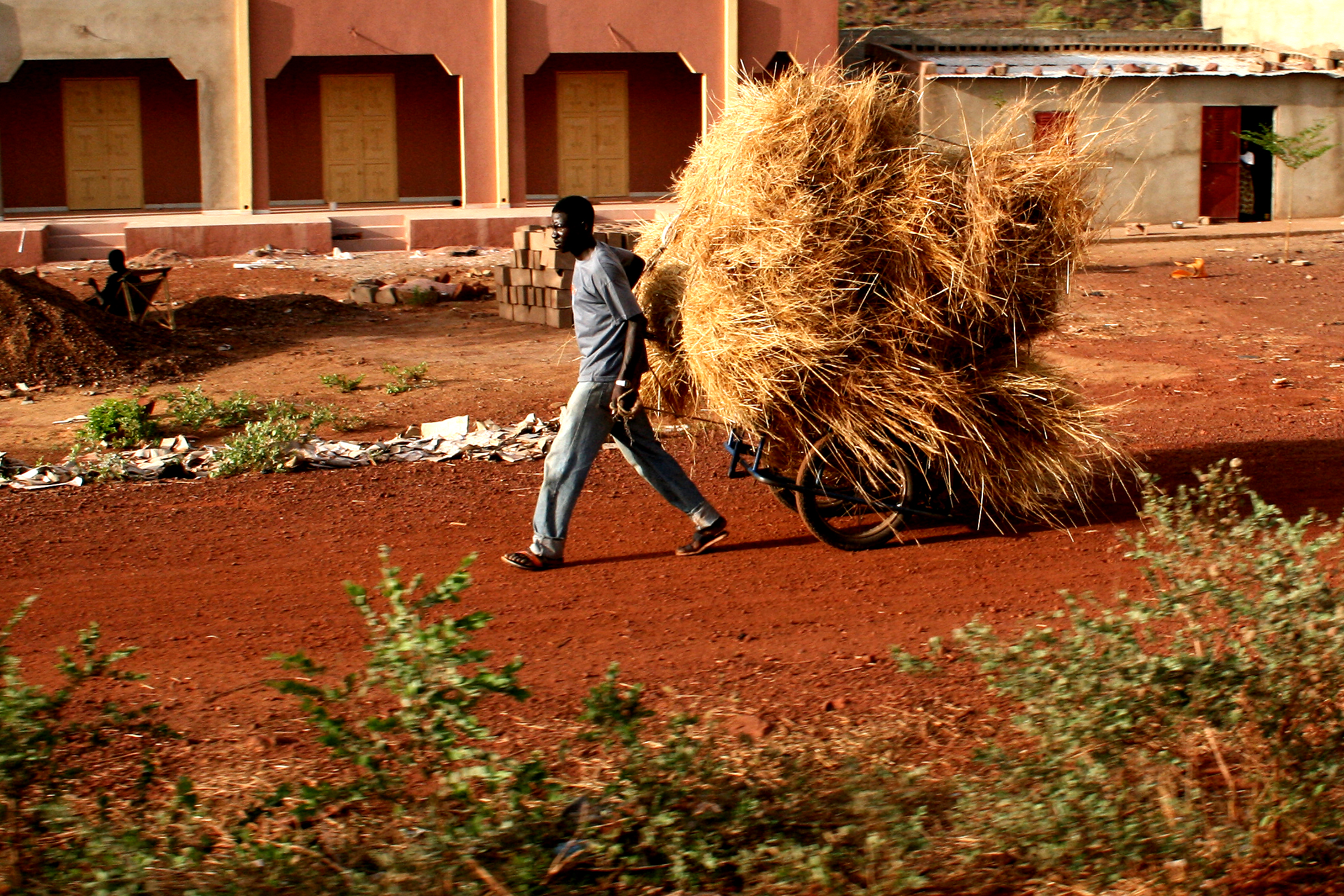
Fenc.

Mali és un dels països més pobres del món, amb el 65% del seu territori cobert per desert o semidesert, a més d'una pèssima distribució de la riquesa. L'activitat econòmica es concentra a la vall del riu Níger. Amb un ingrés per capita mitjà de 1.500 dòlars anuals. Entre 1992 i 1995, el govern va implementar un programa d'ajust econòmic que va resultar en el creixement de l'economia i la reducció de balanços negatius. El pla va incrementar les condicions econòmiques i socials, i li va permetre unir-se a l'Organització Mundial del Comerç el 31 de maig de 1995. El producte intern brut (PIB) s'ha elevat des de llavors: per 2002 ascendia a 3.400.000.000 dòlars, i el 2005 es va incrementar a 5.800.000.000 dòlars, donant com a resultat una taxa de creixement anual del 17,6%, aproximadament.
La clau de l'economia de Mali és l'agricultura. El cotó és la collita més exportada del país, i s'exporta al Senegal i a Costa d'Ivori. Durant el 2002 es van produir 620.000 tones de cotó, però els preus d'aquest cultiu van disminuir significativament des del 2003. A més de cotó, es produeix arròs, mill, blat de moro, verdures, tabac i collites d'arbre. L'or, el bestiar i l'agricultura sumen el 80% de les exportacions. El 80% dels treballadors són emprats en l'agricultura, mentre que el 15% ho fan en el sector de serveis. No obstant això, les variacions estacionals deixen sense ocupació temporal a molts dels treballadors agropecuaris.
El 1991, amb l'ajuda de l'Associació Internacional de Foment, Mali va relaxar el compliment dels codis d'explotació minera, la qual cosa va portar a un interès renovat i inversió estrangera en la indústria minera. L'or s'extreu a la zona sud, la qual té la tercera taxa de producció d'or més gran d'Àfrica (després de Sud-àfrica i Ghana). L'aparició de l'or com el principal producte d'exportació des de 1999 va ajudar a mitigar l'impacte negatiu de la crisi del cotó i de Costa d'Ivori. Altres recursos naturals són el caolí, la sal, el fosfat i la calcària.
L'electricitat i l'aigua són mantinguts per Energie du Mali, o EDM, i els tèxtils són produïts per la Industry Textile du Mali, o ITEMA. Mali fa un ús eficient de la hidroelectricitat, que proveeix més de la meitat de l'energia elèctrica del país. El 2002 es van generar més de 700 kWh d'energia hidroelèctrica.
El govern estimula en la inversió estrangera, en els camps del comerç i la privatització. Mali va començar la seva reforma econòmica signant acords el 1988 amb el Banc Mundial i el Fons Monetari Internacional. Entre 1988 i 1996 el govern de Mali va reformar gran part de les empreses públiques. Des de l'acord, setze empreses van ser privatitzades, dotze parcialment privatitzades i vint liquidades. El 2005 el govern de Mali li va atorgar una empresa de ferrocarrils a la companyia nord-americana Savage Corporation. És membre de l'Organització per a l'Harmonització a l'Àfrica del Dret Mercantil (OHADA).

## Demografia

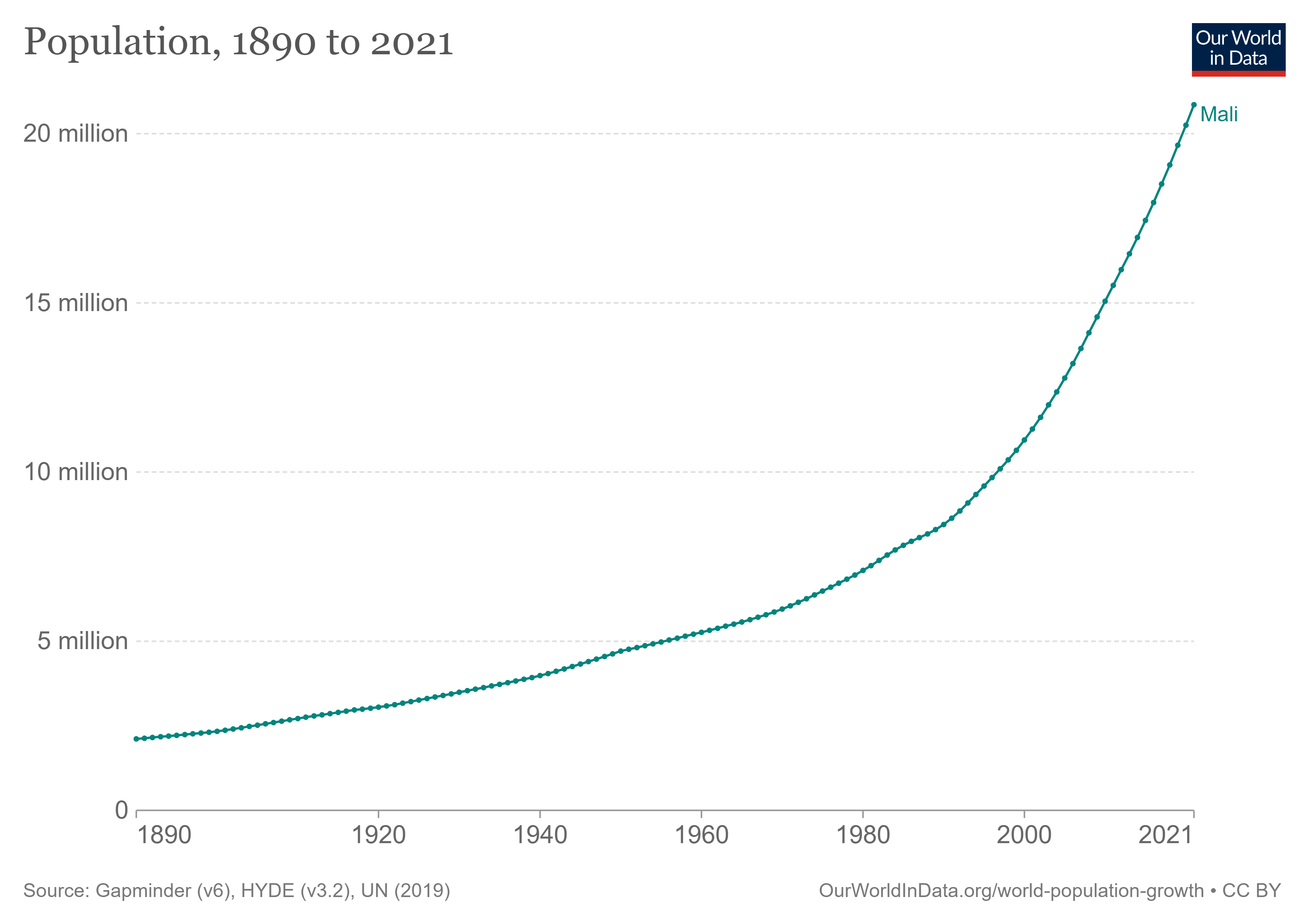
Evolució de la població entre 1961 i 2003.

Al juliol de 2009, la seva població total estava estimada en 13.000.000 d'habitants, amb un creixement anual del 2,7%. La població és predominantment rural (68% el 2002), i entre el 5% i el 10% és nòmada. Més del 90% de la població viu en el sud del país, especialment a Bamako, la capital i la ciutat més gran del país, amb més d'un milió d'habitants.
El 2007, al voltant del 48% dels malians tenia menys de 15 anys, el 49% entre 15 i 64 anys, i el3 % restant 65 o més. L'edat mitjana era de 15,9 anys. La taxa de natalitat el 2007 va ser de 49,6 naixements per cada 1.000 habitants, i la taxa de fertilitat 7,4 naixements per dona. La taxa bruta de mortalitat aquest mateix any va ser de 16,5 morts per cada 1.000 habitants. L'esperança de vida en néixer és de 49,5 anys (47,6 per als homes i 51,5 per a les dones). El país compta amb una de les taxes de mortalitat infantil més altes del món, amb 106 morts per cada 1000 naixements.

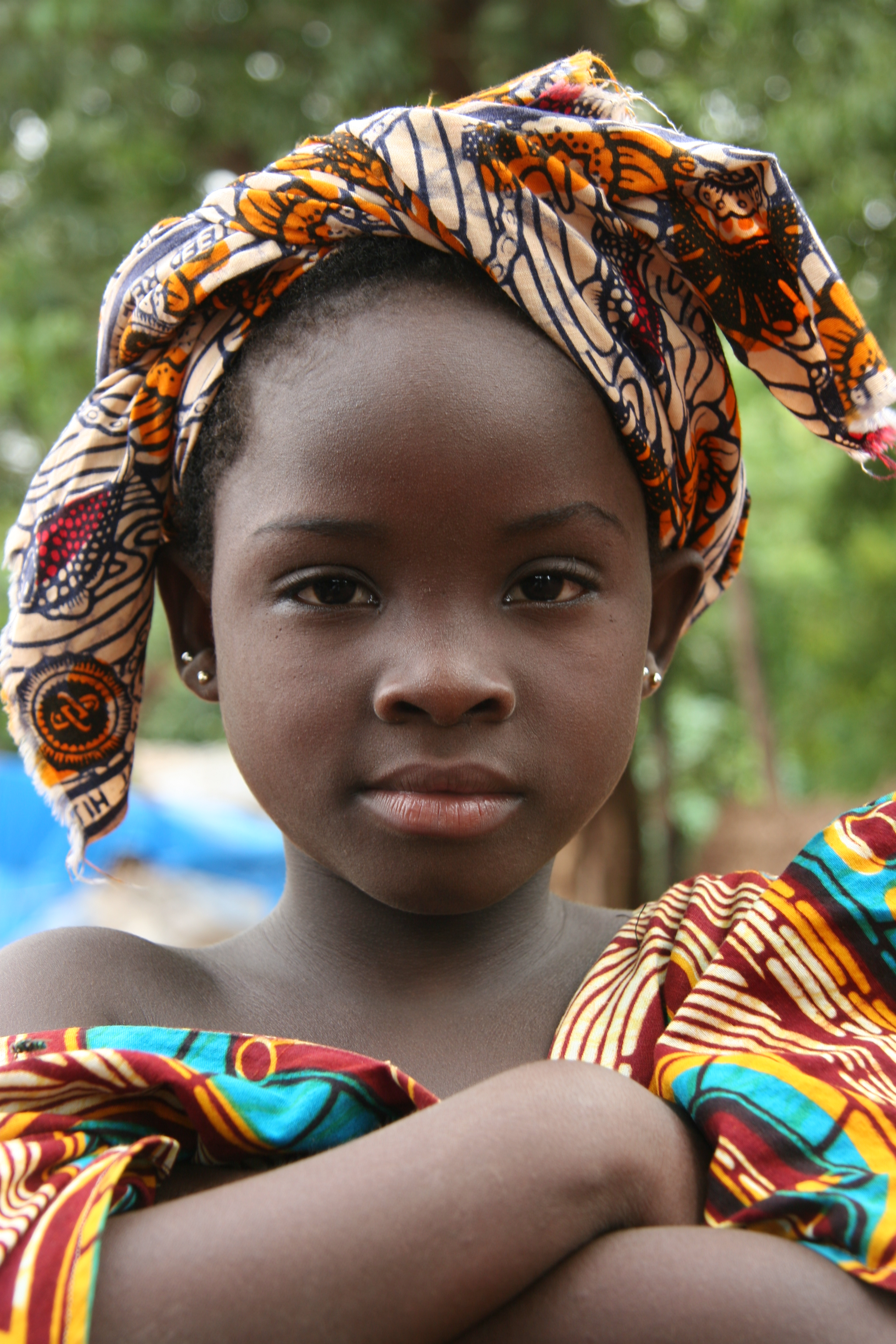
Una nena bozo a Bamako.

La població de Mali abasta un gran nombre de grups ètnics subsaharians, dels quals la majoria posseeixen concordances històriques, culturals, lingüístiques i religioses. El bambara, per lluny, és el grup ètnic més extens, conformant el 36,5% de la població. En conjunt, els bambaras, els soninkés, els khassonkés i els malinkés (tots ells part del grup mandé) constitueixen el 50% de la població. Altres grups significatius són el peul (17%), el voltaic (12%), el songhai (6%) i els tuaregs i moros (10%). Històricament, Mali ha gaudit de bones relacions interètniques; no obstant això, existeixen tensions entre els songhai i els tuaregs.
L'idioma oficial de Mali és el francès, però una quantitat nombrosa (quaranta o més) de llengües africanes són àmpliament usades per diversos grups ètnics. Prop del 80% de la població de Mali es pot comunicar en bambara, que és la principal llengua vehicular i l'idioma del comerç. En el nord del país (Azawad) són demogràficament importants les llengües songai i les llengües tuaregs.

### Religió

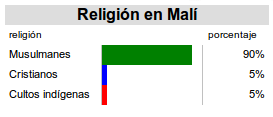
Religió a Mali.

El 90% dels malians són, segons estimacions, musulmans i la major part d'aquests són sunnites; aproximadament el 5% de la població és cristiana (dos terços de l'església catòlica i un altre terç protestant); el 5% restant correspon a creences animistes tradicionals o indígenes. L'ateisme i l'agnosticisme no són molt comuns entre els malians, dels quals la majoria practica la seva religió diàriament.
D'acord amb l'estudi anual del Departament d'Estat dels Estats Units sobre llibertat religiosa, l'Islam practicat al país pot ser considerat moderat, tolerant i adaptat a les condicions locals. Les dones participen en activitats econòmiques, socials i polítiques, i generalment no utilitzen el burka. La constitució estableix que Mali és un Estat laic i proporciona llibertat religiosa, i el govern respecta en gran part aquest dret. La relació entre musulmans i practicants de minories religioses pot considerar-se amigable i els grups de missioners estrangers (tant musulmans com no musulmans) són tolerats. Les festivitats cristianes, igual que les musulmanes, estan reconegudes oficialment i se celebren sense cap mena de problema.

### Educació

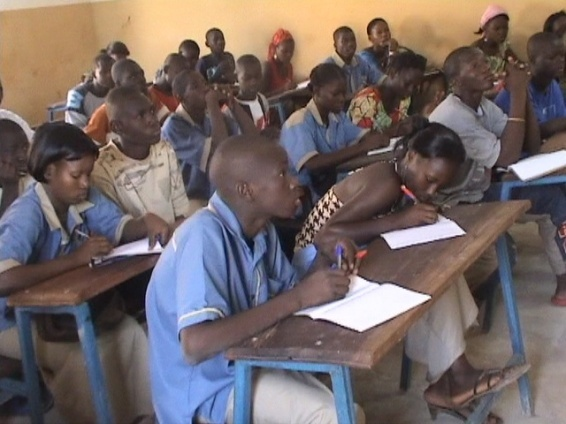
Estudiants de secundària a Kati, Mali.

L'educació és gratuïta i obligatòria durant nou graus, entre els set i els setze anys. El sistema abasta sis anys d'educació primària, que comencen als set, seguits de sis anys d'educació secundària. No obstant això, la taxa d'inscripcions a l'escola primària és baixa, en gran part perquè les famílies no tenen els recursos necessaris per cobrir el cost d'uniformes, llibres i altres requisits necessaris per assistir a classes. L'any escolar 2000-2001, la taxa d'inscripció a l'escola primària era del 61% (71% en nens i 51% en nenes); a la fi de la dècada de 1990, la quantitat d'inscrits a l'educació secundària era tan sols del 15% (20% en homes i 10% en dones). El sistema educatiu sofreix de manca d'escoles en zones rurals, així com de l'escassetat de materials i professors. Estimacions revelen que entre el 27% i el 46,4% dels habitants pateixen d'analfabetisme, amb un descens significatiu d'aquest percentatge en les dones respecte als homes.

### Salut
Mali fa front a nombrosos desafiaments en l'àmbit de la salut relacionats amb la pobresa, la desnutrició, la higiene i el sanejament ambiental inadequat. Els indicadors de salut i desenvolupament de Mali es troben entre els pitjors del món. L'any 2000, només el 63% de la població tenia accés a aigua potable i el 69% a algun tipus de servei sanitari. El 2001, la suma de les despeses del govern en salut va ser de mitjana 4 dòlars per capita. Les instal·lacions mèdiques malienques són molt limitades i la disponibilitat de medicines és molt escassa. La malària i altres malalties transmeses per artròpodes són freqüents al país, així com el nombre de malalties infeccioses com el còlera i la tuberculosi. La població també sofreix d'una alta taxa de desnutrició infantil i una baixa taxa d'immunització. Segons una estimació, aquest any l'1,9% de la població adulta i infantil estava afectada per la VIH/Sida, una de les taxes més baixes d'Àfrica.

## Esports

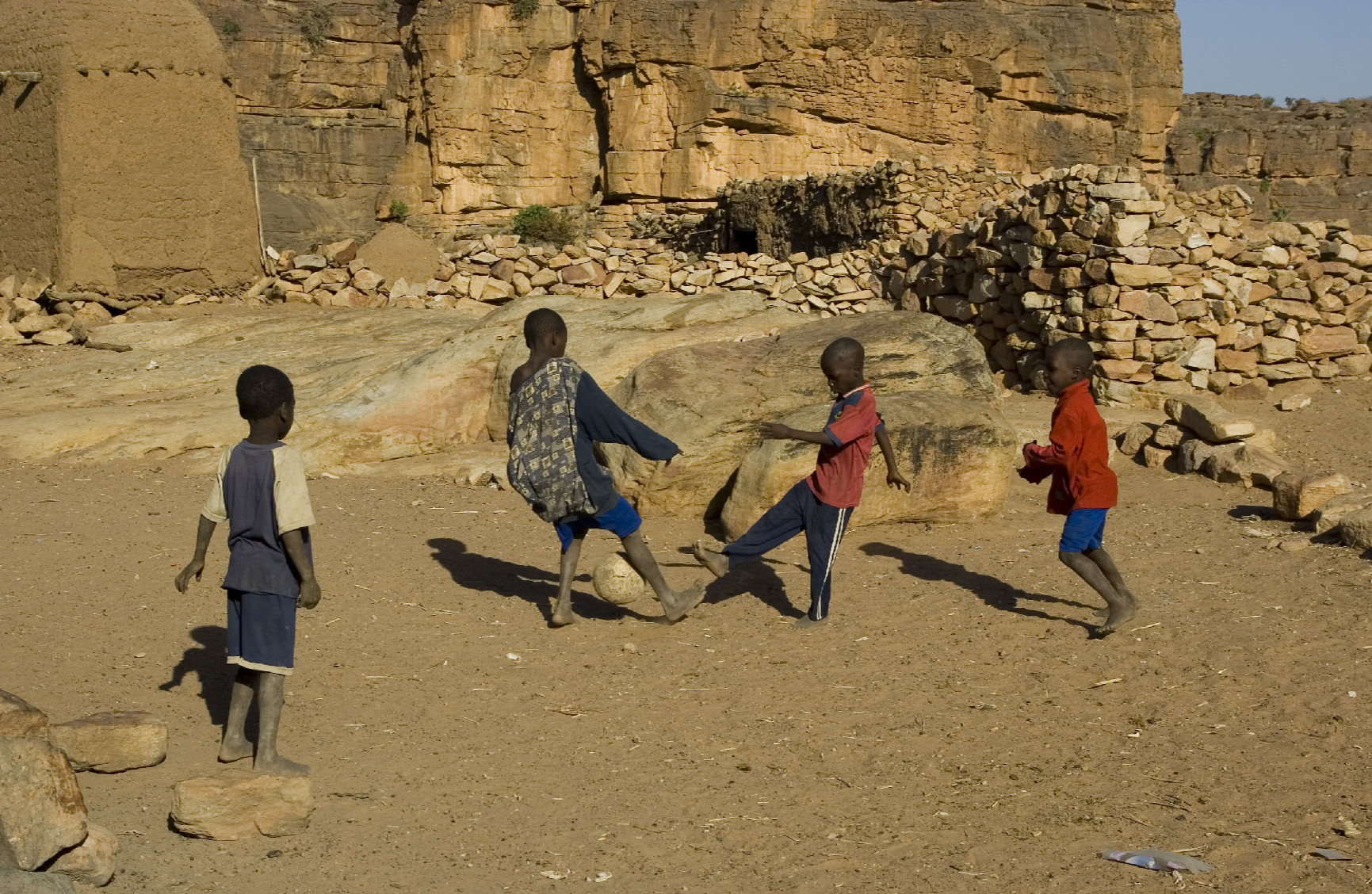
Nens malians jugant a futbol en un llogaret de la tribu dogon.

L'esport més popular a Mali és el futbol, que va cobrar major importància des que el país va organitzar la Copa Africana de Nacions el 2002. La major part de les ciutats tenen competicions regulars i els equips més populars nacionalment són el Djoliba AC, el Stade Malien i el Real Bamako, tots situats a la capital del país. Els partits informals són jugats sovint pels joves amb boles de drap com a pilota. El país ha aportat diversos jugadors notables a equips francesos, incloent a Seydou Keita i Jean Tigana. Frédéric "Fredi" Kanouté, nomenat com el Jugador Africà de l'Any 2007, que va jugar en la Primera Divisió d'Espanya, pel Sevilla FC i actualment juga en el Beijing Guoan de la Super Lliga Xinesa. Altres jugadors que actualment formen part d'algun equip important d'Espanya, són Mahamadou Diarra, capità de la selecció nacional de Mali, exjugador del Reial Madrid i Seydou Keita pel FC Barcelona. A més, jugadors oriünds del país que participen en equips europeus són Mamady Sidibe pel Stoke City Football Club, Mohamed Sissoko pel Juventus, Sammy Traoré en el Paris Saint-Germain, Adama Coulibaly en el AJ Auxerre, Kalifa Cissé i Jimmy Kébé pel Reading Football Club, i Dramane Traoré pel Lokomotiv Moscou. El bàsquet és un altre esport important a Mali; la Selecció femenina de bàsquet, liderada per Hamchetou Maiga, jugadora dels Sacramento Monarchs, va competir en els Jocs Olímpics de Pequín 2008. La lluita (la lutte), també és un joc practicat habitualment, encara que en els últims anys ha anat decaient la seva popularitat. L'oware, una variant del mancala, també és un passatemps comú.

## Cultura

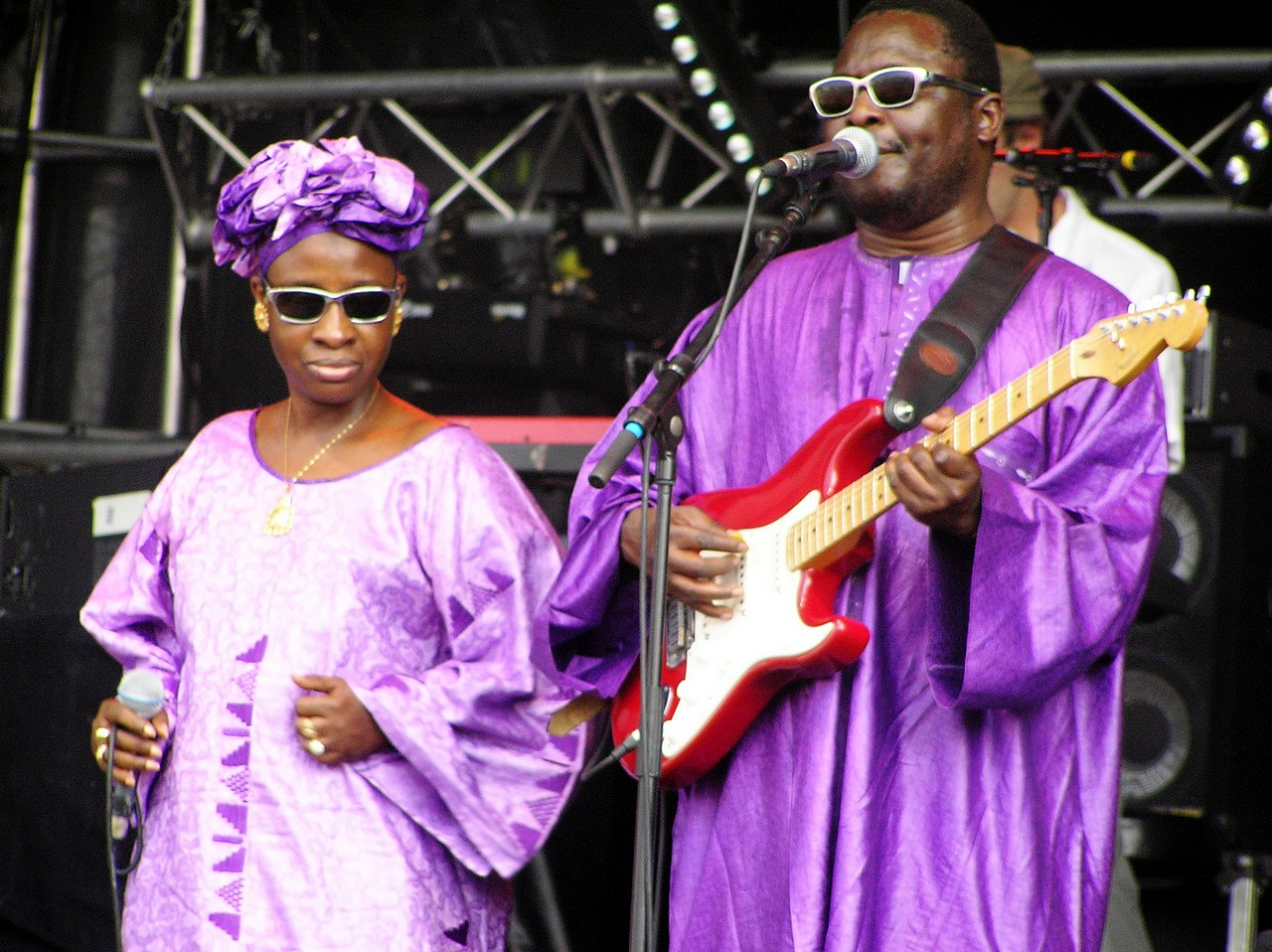
El duo musical Amadou & Mariam és conegut internacionalment per fer música combinant influències malienques i internacionals.

Les tradicions musicals de Mali deriven dels griots (o Djeli), coneguts com a "Guardians de la memòria", que exerceixen la funció de transmetre la història del seu país. La música de Mali és diversa i posseeix diferents gèneres. Alguns músics influents són Toumani Diabaté i Mamadou Diabaté, intèrprets de kora, el guitarrista Ali Farka Touré, qui combinava música tradicional de Mali amb blues, el grup musical tuareg anomenat Tinariwen i diversos artistes afropop com Salif Keïta, el duo Amadou & Mariam, Oumou Sangaré i Habib Koité.
Encara que la literatura d'aquest país és menys coneguda que la seva música, Mali ha estat sempre un dels centres intel·lectuals més actius d'Àfrica. La tradició literària de Mali és divulgada principalment de manera oral, amb jalis recitant o cantant històries de memòria. Amadou Hampâté Bâ, el seu historiador més conegut, va passar molt temps de la seva vida escrivint aquestes històries perquè el món les conservi. La novel·la més coneguda d'un autor malià és Le devoir de violence, escrita per Iambe Ouologuem, que va guanyar el 1968 el Premi Renaudot, encara que el seu llegat va ser danyat per acusacions de plagi. Altres escriptors coneguts són Bava Traoré, Modibo Sounkalo Keita, Massa Makan Diabaté, Moussa Konaté i Fily Dabo Sissoko.
La variada cultura diària dels malians reflecteix la diversitat ètnica i geogràfica del país. La majoria dels seus habitants usen vestits fluids i colorits anomenats boubou, que són típics de l'Àfrica Occidental. Els malians participen freqüentment en festivals, danses i celebracions tradicionals. L'arròs i el mill són importants en la cuina de Mali, que es basa principalment en grans de cereal. Els grans són preparats generalment amb salses fetes amb fulles, com les de l'espinac o el baobab, amb tomàquet o amb salsa de maní, i poden estar acompanyats de carn rostida (típicament pollastre, be, vaca i cabra). La cuina de Mali varia regionalment.

## Llengües
Les llengües nacionals o oficials són el francès, el bamanankan, el bomu, el tieyaxo, el bozo, el toro so dogon, el maasina fulfulde, l'àrab hasanya, el mamara senoufo, el kita maninkakan, el soninke, el koyraboro senni songhay, el tamasheq i el xaasongaxango. El SIL Internacional ha llistat un total de 50 llengües a Mali, totes vives:
- Àrab hasaniya: 106.100 a Mali, a Nioro i Nara.
- Bamako, llengua de signes.
- Bamanankan: 2.700.000 parlants a Mali. També es parla a Burkina Faso, Costa d'Ivori, Gàmbia, Guinea, Mauritània i el Senegal.
- Bankagooma: 5.085 parlants al nord de Sikasso, al districte de Danderesso.
- Bobo madaré septentrional: 18.400 parlants a Mali.
- Bomu: 102.000 parlants al Mali. Entre San i Sofara, a la zona del riu Bani. també es parla a Burkina Faso.
- Bozo, hainyaxo: 117.696 parlants, a la zona del riu Níger, entra Miérou i Tamani.
- Bozo, jenaama: 100.000 parlants entre els rius Diaka i Níger i a la zona del llac Debo. També es parla a Nigèria i Costa d'Ivori.
- Bozo, tièma cièwè: 2.500 parlants, al districte de Guidio, a la zona en la qual el riu Níger abandona el llac Debo.
- Bozo, tiéyaxo: 117.696 parlants als rius Níger (entre Koa i Miérou) i Diaka (entre Diafarabié i Sendédaga.
- Dogon, bangeri me: 1.200 parlants, en set poblats a l'extrem nord-est de les serralades de Mali.
- Dogon, bondum dom: 24.700 parlants, al llarg de la frontera nord de la serralada.
- Dogon, dogul dom: 15.700 parlants a 14 poblats a uns 20 km al nord-est de Bandiagara.
- Dogon, donno so: 45.300 parlants, a la zona de Kamba i Bandiagara.
- Dogon, jamsay: 130.000 parlants a Mali. També es parla a Burkina Faso.
- Dogon, kolum so: 24.000 parlants a la zona entre Sevare i Bandiagara, a la zona administrativa de Pinia.
- Dogon, tene kan: 127.000 parlants, a prop de Koro.
- Dogon, tomo kan: 132.800 parlants al sud-oest de Bankass. També es parla a Burkina Faso.
- Dogon, toro so: 50.000 parlants al Mali.
- Dogon, toro tegu: 2.900 parlants a uns 80 km a l'est de Douentza.
- Duungooma: 70.000 parlants a les prefectures de Kadiolo i Sikasso.
- Francès: 9.000 persones el tenen com a llengua materna al Mali.
- Fulfulde, maasina: 911.200 parlants a la zona central de Mali. També es parla a Costa d'Ivori i Ghana.
- Jahanka: 500 parlants a prop de la frontera de Mali amb Guinea, als poblats de Kotema i Niebore.
- Jalunga: 9.000 parlants a l'extrem sud-oest, a prop de la frontera amb Guinea, a la regió de Faleya, al riu Baafing.
- Jowulu: 10.000 parlants a Mali, a la tercera Regió, a la prefectura de Kadiolo. També es parla a Burkina Faso.
- Jula: 50.000 parlants al Mali.
- Kagoro: 15.000 parlants a les regions de Kaarta-Bine i de Gumbu.
- Koromfé: 100 parlants al Mali, a prop de la frontera amb Burkina Faso.
- Maninkakan, kita: 600.000 parlants, entre Kita i Tambaoura.
- Maninkakan occidental: 100.000 parlants a l'oest de Tambaoura, a prop de la frontera amb Guinea.
- Marka: 25.000 parlants al voltant dels pobles de Koula, Diarani, Yelené i Kuna.
- Mòoré: 17.000 parlants a Mali, a la zona Dogon, a prop de la frontera amb Burkina Faso.
- Pana: 2.800 parlants al sud de Bandiagara, a l'est del riu Sourou, a prop de la frontera amb Burkina Faso.
- Pulaar: 175.000 parlants al Mali, sobretot al nord-oest de Mali, al voltant de Nioro i Kayes.
- Pular: 50.000 parlants a l'oest de Mali, als districtes administratius de Faléa i Faraba.
- Sàmòmá.
- Senoufo, mamara: 737.802 parlants al Mali.
- Senoufo, sìcìté: es parla a prop de la frontera amb Burkina Faso, a l'est de Sikasso.
- Senoufo, supyire: 364.000 parlants a Sikasso.
- Senoufo, syenara: 136.500 parlants a la zona de Kadiolo.
- Songhay, humburi senni: 15.000 parlants, a la zona de Hombori, entre Gao i Mopti.
- Songhay, koyra chiini: 200.000 parlants al riu Níger, entre Djenné i l'est de Timbuktú.
- Songhay, koyraboro senni: 400.000 parlants al sud-est, al llarg del riu Níger, entre Gourma Rharous i la frontera amb Níger.
- Soninke: 700.000 parlants a Mali. També es parla a Níger, Costa d'Ivori, Gàmbia, Guinea, Guinea-Bissau, Mauritània i el Senegal.
- Tadaksahak: 30.000 parlants a la setena regió de Mali. També es parla a Algèria.
- Tamajaq: 190.000 parlants a l'est de Mali, a les regions de Menaka i Gao.
- Tamasheq: 250.000 parlants al centre de Mali, a la zona de Timbuktu i al nord-est de l'estat. També es parla a Algèria i a Burkina Faso.
- Xaasongaxango: 120.000 parlants al Mali. Les principals ciutats on es parla aquest idioma són Bafoulabé i Kayes. També es parla a Gàmbia i al Senegal.
- Zarmaci: Es parla a la frontera amb Níger.

A més a més, altres llengües que es parlen a Mali són el Matya samo, l'àrab nord-levantne (550), el siamou i el wolof.